# Шантава Коледа
„Шантава Коледа“ (на английски: Bah, Humduck! A Looney Tunes Christmas/Looney Tunes: Bah Humduck) е американски анимационен филм с участието на героите на Looney Tunes, режисиран от Чарлз Висер, продуциран от Warner Bros. Animation и анимиран в чужбина от Toon City Animation. Филмът е базиран на популярния роман „Коледна песен“ на Чарлз Дикенс от 1843 г. Специалния филм е издадено на DVD на 14 ноември 2006 г., а след това е излъчено в Cartoon Network през декември 2006 г. Специалния филм е преиздадено на DVD като част от Looney Tunes Holiday Triple Feature на 1 септември 2020 г.

## Озвучаващ състав
| Изпълнител   | Роля                                                  |
| ------------ | ----------------------------------------------------- |
| Джо Аласки   | Дафи Дък Силвестър Марвин Марсианеца Пепе ле Пю       |
| Боб Бъргън   | Порки Пиг Духът на отминалите Коледи Спийди Гонзалес  |
| Джун Форей   | Духът на отминалите Коледи                            |
| Морис Ламарш | Духът на настоящите Коледи                            |
| Тара Стронг  | Присила Пиг                                           |
| Били Уест    | Бъгс Бъни Елмър Фъд                                   |
| Джим Къмингс | Духът на бъдещите Коледи Пазач                        |
| Пол Джулиън  | Бързоходеца (архивен запис, не е посочен в надписите) |

## В България
В България филмът е излъчен на 23 декември 2012 г. по bTV с български войсоувър дублаж. Екипът се състои от:
| Озвучаващи артисти  | Ралица Ковачева-Бежан Георги Стоянов Мариан Бачев Камен Асенов Васил Бинев |
| Преводач            | Надя Жекова                                                                |
| Тонрежисьор         | Галина Наумова                                                             |
| Режисьор на дублажа | Поля Цветкова-Георгиу                                                      |